# Assens (commune)
Pour les articles homonymes, voir Assens.
Assens est une commune du Danemark. Elle est située dans le sud-ouest de l'île de Fionie et relève de la région du Danemark du Sud. Son chef-lieu est la ville homonyme d'Assens.

## Histoire
La commune d'Assens est créée en 2007, dans le cadre d'une grande réforme de l'administration locale du pays. Elle est issue de la fusion de six anciennes communes : celles d'Aarup, Assens, Glamsbjerg, Haarby, Tommerup et Vissenbjerg.

## Démographie
En 2019, la commune d'Assens comptait 41 212 habitants.
| Localité            | Population (2019) |
| ------------------- | ----------------- |
| Assens              | 6 155             |
| Glamsbjerg          | 3 247             |
| Vissenbjerg         | 3 214             |
| Aarup               | 3 185             |
| Tommerup Stationsby | 2 498             |
| Haarby              | 2 493             |
| Tommerup            | 1 583             |
| Brylle              | 1 239             |
| Ebberup             | 1 233             |
| Verninge            | 784               |
| Skallebølle         | 741               |
| Flemløse            | 618               |
| Skalbjerg           | 614               |
| Grønnemose          | 387               |
| Jordløse            | 348               |
| Turup               | 328               |
| Snave               | 224               |
| Ørsted              | 221               |
| Nårup               | 214               |

## Politique
Le conseil municipal de la commune se compose de 29 membres élus pour un mandat de quatre ans.
| Élection | Parti | Parti | Parti | Parti | Parti | Parti | Parti | Maire                    |
| Élection | A     | B     | C     | F     | O     | V     | Ø     | Maire                    |
| -------- | ----- | ----- | ----- | ----- | ----- | ----- | ----- | ------------------------ |
| 2005     | 13    | 1     | 4     | 1     | 1     | 9     | 0     | Finn Brunse (A)          |
| 2009     | 11    | 1     | 2     | 4     | 3     | 8     | 0     | Finn Brunse (A)          |
| 2013     | 10    | 1     | 1     | 1     | 4     | 11    | 1     | Søren Steen Andersen (V) |
| 2017     | 8     | 1     | 1     | 2     | 3     | 13    | 1     | Søren Steen Andersen (V) |